# Szent Miklós-fatemplom (Budfalva, felső)
A budfalvi felső Szent Miklós-fatemplom műemlékké nyilvánított épület Romániában, Máramaros megyében. A romániai műemlékek jegyzékében az  MM-II-m-A-04531 sorszámon szerepel.